# Serrinha dos Pintos
Serrinha dos Pintos là một đô thị thuộc bang Rio Grande do Norte, Brasil. Đô thị này có diện tích 122,644 km², dân số năm 2007 là 4263 người, mật độ 34,8 người/km².